# حموله

حموله نام یکی از طایفه‌های ایل بختیاری،شاخه ایل هفت لنگ از بابادی باب و یکی از سه طایفه ، سهونی می‌باشد.  طایفه سهونی، شامل سه طایفه حموله، کهیش و باورساد است که در گذشته دور ، اصالتا چهارلنگ و زیرشاخه طایفه کیان ارثی از ایل چهارلنگ بوده اند. واژه حموله به معنای افرادی با نیای مشترک است با کمی دقت در نیای طایفه آنها در شجره نامه رسمی طایفه نیز میتوان متوجه شد هر چهار تیره این طایفه به اجداد تقریبا یکسانی باز خواهند گشت.
منطقه سکونت آنها در استان های چهارمحال بختیاری و استان خوزستان است و زبان آن ، گویشی با نام بختیاری است . بختیاری ها بزرگترین جمعیت الوار ایران ( ۵ قوم اصلی لر ) هستند که در دوره ایلخانی مدیریت کلیه مناطق لرنشین با آنها بوده و از نظر زبان با تمامی گویش های لری وجه اشتراک داشته و خصوصیت های مشترک فرهنگی و قومی زیادی با دیگر اقوام لر دارند.
طایفه حموله به چهار تیره تقسیم میشوند و هر تیره به چندین اولاد تقسیم میشوند. در گذشته با وجود حکومت های محلی محوریت مرکزی طایفه را تیره تیزگرد و اولاد خسرو تشکیل میدادند .
طایفه حموله از دیرباز دارای عشایر کوچ نشین بوده و چهره های ادبی فرهنگی و سیاسی زیادی در تاریخ گذشته و حال ایران داشته‌اند ، آنها بدلیل نزاع در دو ایل چهارلنگ و هفت لنگ در گذشته همچنین جنگ حکومت قاجار با طایفه کیان ارثی و سهونی ، از هم گسسته و بعد از مدتی باب ایل هفت لنگ گشته اند که روابط گرم و برادر گونه درونی بین بختیاری ها باعث شد طایفه حموله باب هفت لنگ بماند اما به لحاظ ریشه چهارلنگ و از شاخه طایفه کیان ارثی ایا چهارلنگ می‌باشند.

## شاخه های جمعیتی
قوم بختیاری یکی از شاخه های اصلی و بزرگترین جمعیت لر های ایران محسوب میشود ، این قوم به دو ایل بزرگ چهارلنگ و هفت لنگ تقسیم می‌شود و هر کدام از این دو ایل به تعدادی طایفه بزرگ تقسیم میشوند و سپس این طوایف بزرگ به تعدادی طایفه کوچکتر تقسیم شده و هر طایفه به چند تیره تقسیم میشوند که نیای نزدیک‌تری به یکدیگر دارند و هر کدام از این تیره ها به چندین اولاد تقسیم میشوند و هر اولاد خانواده های بسیاری در آن هستند.
طبق شجره نامه الحاقی جمع آوری شده در « از بختیاری تا حموله » که دقیق ترین دانشنامه تاریخی بختیاری در چند دهه گذشته است این طور بیان شده است که طایفه حموله بر اساس معمای لغوی کلمه طایفه خود تشکیل شده است و از آنجا که نام حموله به معنای نیای مشترک است این طایفه در گذشته های دور از یک ریشه نشأت گرفته اند و حتی در اسناد مربوط به ۳۰۰ سال اخیر تا شروع حکومت پهلوی که در اواخر آن حکمرانی محمد تقی خان اتفاق افتاد ، مکتوب شد و میخوانیم طایفه سهونی از سه تیره حموله باورصاد و کهیش تشکیل شده که هر سه دارای اجداد یکسان می‌باشند لذا نام گذاری طایفه حموله نیز احتمالا بر همین اساس بوده است.
با گذشت زمان و گسترش جمعیت در ایران تیره های کوچک هر کدام خود طایفه ای شده اند و این امر از سهونی مستثنا نبوده و سه تیره آن به سه طایفه حموله باورصاد و کهیش تقسیم شدند و حال طایفه حموله خود به چهار تیره تقسیم میشود که عبارتند از :
۱ - تیزگرد     
۲ - اردش غریب       
۳ - داوود محمدی           
۴ - شیخ
هر کدام از این تیره ها خود دارای شاخه هایی به نام اولاد هستند که هر اولاد نیز ، خانواده های بسیاری در خود دارد. اما این تقسیم بندی معیار تفکیک اجداد نیست و همانطور که در شجره نامه طایفه مشاهده میشود نیای مشترکی در بین دو تیره تیزگرد و اردش غریب میرسیم که نشان میدهد تقسیم بندی ، بیشتر به جهت جمعیتی بوده و هر چهار تیره در گذشته های دور دارای اجداد یکسان هستند. 

## جغرافیای سکونت
با استناد بر فرهنگ‌نامه جغرافیای عشایر ایران و کتب تاریخی مانند تاریخ طبری و کتاب هایی بومی در بختیاری نظیر تاریخ بختیاری نوشته سردار اسعد بختیاری و نوشته هایی از مستشاران انگلیسی و روسی و کتاب از بختیاری تا حموله نوشته حجت حسین پور حموله و مقالات ثبت شده نویسندگان تاریخی ، ساکنین جنوبی زاگرس را الوار ایران ، بخصوص بختیاری ها دانست که مانند نیاکان خود ، میراث دار عیلام قدیم هستند و با ورود آریایی ها و داشتن خصوصیت های مشترکی مانند  کوچ در تغییرات اقلیمی و تغییرات فصلی را برای سبک زندگی خود برگزیدند را خصوصیتی یکتا در منطقه آسیا و خاورمیانه دانست.
قوم بختیاری نمونه بسیار زیبایی از سبک زندگی و فرهنگ کوچ نشینی بوده اند . به شکلی که در آثار یافت شده در مسیری باستانی که به دوران عیلامی ها نسبت داده میشود که همچنین این مسیر در دوره هخامنشیان گسترش یافته و برای مسیر راهبری و چاپار زمان خود استفاده میکردند که از استان فارس به چهارمحال بختیاری می‌رسد و با گذر از منطقه ای باستانی مانند کوهرنگ ، صمصامی ، شیرین بهار(شیمبار) ، و مسجد سلیمان به خوزستان و منطقه قدیمی آنزان یا آنشان متصل گردیده و در ادامه به سمت کردستان عراق و تا ابتدای اروپا راه پیدا میکند . در این منطقه ، مسیر ذکر شده را در محدوده غربی و شرقی زاگرس برای کوچ نشینی خود برگزیده‌اند.
غرب زاگرس استان خوزستان منطقه ای گرم و حاصلخیز و برای فصل پاییز و زمستان مناسب بوده و شرق زاگرس کوهستانی و سرد ، در فصول بهار و تابستان هوای خنک و دلنشینی داشته را برای ییلاق و قشلاق خود انتخاب کرده بودند و با توجه به اثاری که در این مسیر باستانی چندین هزار ساله یافت میشوند میتوان حداقل ۴۰۰۰ سال کوچ نشینی را در این مسیر تخمین زد .
قوم بختیاری با‌ توجه به ساختار تقسیم بندی به دو ایل چهارلنگ و هفت لنگ دارای مناطق مستقلی بوده اند که خوانین حکمرانی مدیریت این مناطق را برعهده داشته اند . در کتاب از بختیاری تا حموله نوشته حجت حسین پور حموله میخوانیم ؛ با توجه به اسناد موجود در میراث فرهنگی ، سازمان ثبت اسناد کشور و کتب قدیمی موجود در کتابخانه مرکزی استان اصفهان تاریخ گواه میدهد حداقل در ۱۵۰۰ سال اخیر در منطقه بختیاری بیش از ۷۰ جنگ عظیم رخ داده است که هیچ یک از دشمنان این مرز و بوم توانسته اند از سد مردمان زاگرس و لرنشینان عبور کنند و دستبردی به مناطق زاگرس بزنند اما مکتوب است در ۵۰۰ سال اخیر ۳ جنگ داخلی در بین دو ایل بختیاری جغرافیای سکونت این قوم را دچار تغییراتی کرده است.
رخنه انگلیسی ها در ایران و ضعف دولت قاجار مردمان بختیاری را بر آن داشت که حکومت خودمختار خود را به حکمرانی محمد تقی خان بختیاری راه انداخته و این قدرت نمایی انگلیس را دچار ترس کرده بوده و با فتنه ای بین دو ایل و همچنین در بین طایفه کیان ارثی و آشوب در ایران غرب و جولان دادن به نفوذ قاجار متاسفانه حکومت خودمختار شکست خورد و ایل چهارلنگ دچار مشکل گشت و سپس این آتش را به ایل دیگر بختیاری کشاند به طوری که بسیاری از خوانین بختیاری را دچار مشکلاتی مانند زندان و قتل نمود و دشمنی بختیاری با انگلیس و قاجار رسماً آغاز گشت
این دشمنی ها باعث روی کار آمدن حکومت محلی دیگری شد و محل سکونت طوایف قوم بختیاری را دچار تغییر کرد به طوری که حتی زمین های طوایفی از دو ایل به طور کامل تعویض شد و در مواردی حتی به اجبار حکومت مرکزی انجامید. از آنجایی که در تاریخ دوره محمد تقی خان میخوانیم طایفه سهونی که شامل سه طایفه کهیش باورصاد و حموله می‌باشند بعد از فروپاشی حکومت بختیاری به دلیل داشتن نفوذ در این حکومت و مدیریت این حکومت توسط طایفه سهونی ، دولت قاجار شخصیت های  این سه طایفه را به قتل رساند و یا در دراز مدت زندانی نمود و محل سکونت آنها را تغییر داد و یا عده ای را تبعید کرد.
و از آنجا که با روی کار آمدن حاج ایلخانی قدرت گرفتن مجدد بختیاری ها در منطقه به سرعت به وضع قبلی خود بازگشتند ، دست نوشته ای میخوانیم حاج خسرو که در اتفاقی تاریخی ،  برحسب تقدیر  و همچنین سیاست هوش  و گفتار وی موجب تغییراتی مانند جایگزینی در قباله هایی در زمین های کلی طایفه حموله گشت و این طایفه از حالت باب خارج کرده و طایفه ای مستقل در هفت لنگ اما در کنار بابادی گردید و باید خاطرنشان کرد حموله یکی از سه طایفه ، طایفه سهونی بوده است که سهونی خود طایفه ای از طایفه بزرگتر خود یعنی طایفه کیان ارثی می‌باشد که در اصل چهارلنگ می‌باشند اما پس از این جنگ ها و تغییرات سیاسی در حکمرانی بختیاری سهونی از چهارلنگ خارج و عضو بابادی گشت که اصطلاحا ورود یک طایفه یا تیره را به طایفه ای دیگر راذباب می‌نامند یعنی سهونی ،بابادی باب شد که در نهایت از این حالت نیز خارج شد.
از آنجا که مطمئن ترین منبع پرسش و پاسخ از ساکنین آن منطقه جغرافیایی است کتاب نوشته « از بختیاری تا حموله » را میتوان موثق ترین منبع طایفه حموله و سهونی دانست در این نوشته که به صورت کاملا محلی و توسط اعضای همان طوایف جمع آوری شده است میخوانیم نویسنده آن با تحقیقات محلی خود به همراه عکس های مناطقی از سرزمین طایفه خود را به صورت دقیق مکتوب آورده است که :
ییلاق آنها به سمت شرق زاگرس  قبل از شروع ییلاق چهارلنگ ها یعنی انتهای مناطق هفت لنگ در استان کوهرنگ و روستای دیمه و اطراف دیمه را انتخاب گشت و البته در مناطقی مانند محدوده ای مابین روستایی به اسم چمن گلی تا منطقه ای به اسم شیمبار زمین هایی داشته اند که در گذشته بسیار دور واگذار گشته اند و احتمال میرود با مناطقی در منطقه گرمسیری قشلاق معاوضه شده اند.
قشلاق سهونی و حموله را اطراف شهرستان مسجد سلیمان تشکیل میدهد ، مناطقی مثل شلال ، مسجد سلیمان ، بتوند و .... که در سال های اخیر با جابجایی ها شخصی کمی دستخوش تغییرات شده اند اما آن چیزی که مکتوب است به شکلی است که ذکر شده است و از آنجایی که طوایف هر ایل در کنار یکدیگر مرز بندی زمین های خود را دارند مناطق دقیق تر را میتوان توسط ساکنین مناطق پرس‌وجو کرد.